# Banyan

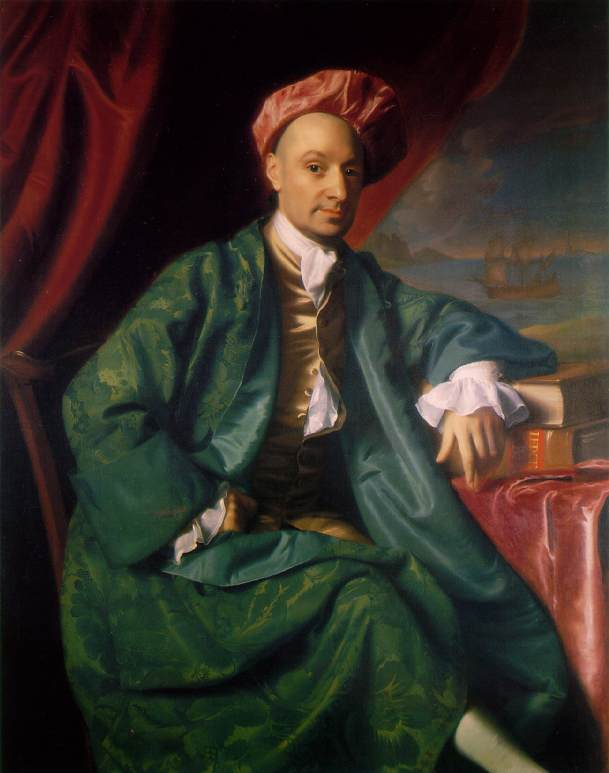
com um banyan verde brilhante e um gorro, pintado por John Singleton Copley em 1767

O banyan, também chamado de quimão em português e robe em inglês, é um tipo de roupão inspirado no quimono japonês.
Também chamado de vestimenta matinal, robe de chambre ou camisola, o banyan era um roupão solto em forma de "T" ou quimono, feito de algodão, linho ou seda e usado em casa como uma espécie de sobretudo ou casaco informal usado por cima de um pijama (homens) ou de uma camisola (mulheres). O típico banyan era feito com as mangas e o corpo cortados como uma só peça. Geralmente era usado combinado com um gorro macio, semelhante a um turbante , usado no lugar da peruca formal. Um estilo alternativo de banyan era cortado como um casaco, ajustável, com mangas ajustáveis e fechado com botões.

## História

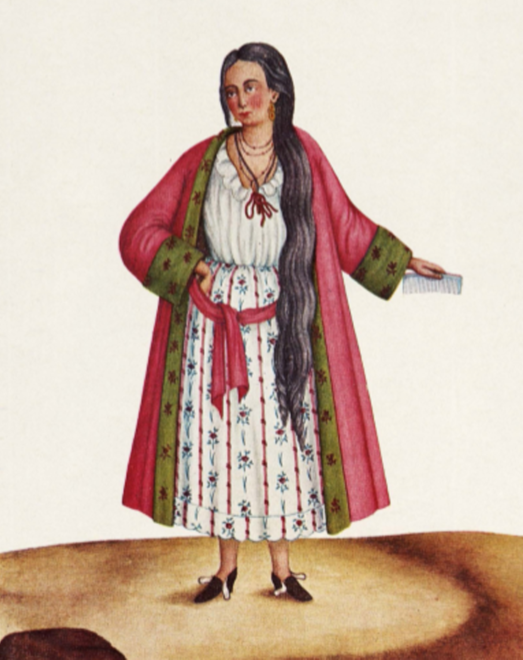
Mulher brasileira usando um quimão; década de 1770

Acredita-se que os primeiros quimonos japoneses tenham sido introduzidos na Europa pelos navegadores portugueses no final do século XVI e esses quimonos teriam, então, dado origem ao moderno banyan.
As mulheres europeias usavam banyans no século XVIII como "roupões de manhã", antes de se vestir para o dia, ou à noite antes de dormir, usado por cima das roupas íntimas, conforme descrito pelo Victoria and Albert Museum em Londres, Inglaterra. 
No clima úmido da Virgínia colonial, os cavalheiros usavam banyans leves como roupas informais de rua no verão.
Era moda para os homens de inclinação intelectual ou filosófica ter seus retratos pintados usando banyans. Benjamin Rush escreveu:
Vestimentas soltas contribuem para o exercício fácil e vigoroso das faculdades da mente. Essa observação é tão óbvia e tão conhecida que encontramos homens estudiosos sempre pintados usando robe, quando estão sentados em suas bibliotecas.
Apesar de às vezes ser chamado de "camisola", o banyan não era usado para dormir.